# (21288) 1996 VW
1996 في دابليو (ويعرف أيضًا باسم (21288) 1996 في دابليو وفق تسمية الكوكب الصغير) (بالإنجليزية: 1996 VW)‏ هو كويكب ضمن حزام الكويكبات؛ وترتيبه 21288 من حيث الاكتشاف.
اكتُشف هذا الجُرم الفلكي بواسطة تاكيشي أوراتا ‏ في 3 نوفمبر 1996.

## وصلات خارجية
- (21288) 1996 VW في قاعدة بيانات مختبر الدفع النفاث لأجرام النظام الشمسي الصغيرة

- الاكتشاف · مخطط المدار ·  العناصر المدارية · المعلمات المادية

- (21288) 1996 VW على موقع ويكي سكاي: DSS2, SDSS, GALEX, IRAS, Hydrogen α, X-Ray, Astrophoto, Sky Map, Articles and images